# Juan Ambou
Juan Ambou Bernat (Lérida, 27 de octubre de 1910-Saltillo, México, 2 de enero de 2006) fue un político español de ideología comunista.

## Biografía
Nacido en Lérida, se hizo militante del Partido Comunista de España (PCE) en 1934, Posteriormente se trasladó a Asturias, donde participó de forma destacada en la Revolución de octubre de 1934, fundando en Oviedo el "soviet" de La Argañosa 
Tras el golpe de Estado del 18 de julio de 1936, se mantuvo fiel a la República y durante la contienda desempeñando diversos cargos en el Consejo Interprovincial, como responsable de guerra, y posteriormente en el Consejo Soberano de Asturias y León como responsable de instrucción pública. Tras la caída de Asturias regresó a la zona central, y estuvo al frente de la comisión político-militar del Comité Central del PCE.
Ambou es citado por Mijail Koltsov en su libro "Diario de la guerra de España". El periodista ruso pasó cuatro días en Asturias donde se entrevistó con destacados líderes comunistas para conocer de primera mano la situación bélica en la zona. Ambou se encontraba en la ciudad y formaba parte de los sitiadores del llamado Cerco de Oviedo. En ese momento, los republicanos habían conseguido romperlo por la parte de la ciudad donde Ambou tenía su residencia. 
Koltsov cuenta la anécdota de que lo acompañó hasta su domicilio, rompió el precinto policial de los sublevados y entraron en la vivienda. El periodista se sorprendió de que Ambou no quiso recuperar ningún objeto útil para los soldados como mantas, ropa de abrigo o comida. Simplemente, cogió una muñeca rusa de grandes dimensiones que había comprado en Moscú y le dio una razón para ello. En la entrada correspondiente al día 11 de octubre de 1936, leemos: 
"¡Demostraré a mi mujer que he estado en casa!".
En el mencionado libro, aparece entre otras imágenes, el curioso momento en que los dos pasean por Oviedo. Ambou, efectivamente, llevaba la muñeca en brazos.
Tras la contienda se exilió primero en Francia, luego en República Dominicana, y finalmente en Cuba. Fue un destacado miembro del exilio español en Cuba, llegando a ser secretario de la Casa de la Cultura en La Habana. Tras la condena de la invasión soviética de Checoslovaquia durante la Primavera de Praga de 1968 efectuada por la dirección del PCE, Ambou, junto a otros destacados dirigentes como Eduardo García López, Agustín Gómez, Higinio Canga, y posteriormente Enrique Líster, se escinden de la formación y crean (excepto Líster) el Partido Comunista de España (VIII-IX Congresos).
Tras la muerte de Franco, Ambou participó en la campaña de las Elecciones Generales de 1977 en las filas de Unidad Regionalista y en los comicios de 1979 encabeza la lista al Congreso de los Diputados presentada por el Partido Comunista de los Trabajadores y apoyada por el PCE (VIII-IX), organizaciones que se unificarán un año después dando vida al Partido Comunista de España Unificado (PCEU).
En enero de 1984 participaría como dirigente del PCEU en el Congreso de Unidad de los Comunistas celebrado en Madrid, en el que se fundaría el Partido Comunista de los Pueblos de España (PCPE), impulsado por los sectores prosoviéticos opuestos al eurocomunismo. Ambou fue elegido miembro de su Comité Central, del que formaría parte como miembro honorífico hasta su fallecimiento. Así mismo tuvo una estrecha colaboración con el mexicano Partido de los Comunistas.